# Barbara Leigh
Barbara Leigh, pseudonimo di Barbara Ann Kish (Ringgold, 16 novembre 1946), è un'ex modella e attrice statunitense.
Avvenente attrice degli anni settanta, e prima modella ad indossare il costume di Vampirella, dell'omonimo Comic, ha recitato anche in alcune serie TV, tra le quali: Baretta, CHiPs e L'incredibile Hulk.

## Biografia
Cresciuta in una fattoria e amante della natura e degli animali, si trasferì con sua madre a Miami, in Florida, nel 1951. I successivi nove anni furono abbastanza travagliati e traumatici per lei, a causa dei numerosi matrimoni della madre, dei traslochi da una casa all'altra e per l'assenza quasi totale di una figura paterna, se si esclude quella svolta dal reverendo Luther, della chiesa Battista che avrebbe voluto adottarla.
A 14 anni Barbara si sposò con un marine e andò a vivere nella casa dei genitori di lui, poiché egli era di stanza all'estero, e vi rimase per i successivi due anni. Trasferitasi a Los Angeles con il marito, divorziò poco dopo e si ritrovò single a soli 19 anni e con un figlio, Gerry, nato nel 1964. Il periodo successivo fu molto duro, ma la svolta capitò quando in un locale notturno, conobbe un cantante che, spingendola a farsi fare un book fotografico, poiché la considerava molto bella, le diede la spinta per iniziare a farsi avanti nel mondo della carta patinata.
Il suo primo lavoro fu con la Kodak film poi, poco dopo, si trasferì a New York e firmò un contratto con la famosa Ford Modeling Agency. Dopo pochi anni, nel 1969, ebbe una piccola parte nel film per la TV The Ballad of Andy Crocker, il cui protagonista era Lee Majors. Nel 1972 apparve nel suo film più famoso, L'ultimo buscadero, al fianco di Steve McQueen e per la regia di Sam Peckinpah.
Negli anni settanta, la sua immagine si vide in circa 50 spot televisivi, ebbe molte piccole parti in svariati telefilm e recitò in circa una decina di pellicole, tra film TV e per il grande schermo, prima del ritiro dalle scene nel 1979. 
Nel 2002, ha pubblicato un libro di memorie intitolato The King, McQueen e The Love Machine, in cui ha rievocato le relazioni sentimentali con Steve McMcQueen, suo partner nel film L'ultimo buscadero, e con Elvis Presley.
Dopo la morte del figlio per AIDS, avvenuta nel 1994, l'attrice ha contratto la Malattia di Basedow-Graves.

## Filmografia

### Cinema
- The Student Nurses, regia di Stephanie Rothman (1970)
- ...E dopo le uccido (Pretty Maids All in a Row), regia di Roger Vadim (1971)
- The Christian Licorice Store, regia di James Frawley (1971)
- L'ultimo buscadero (Junior Bonner), regia di Sam Peckinpah (1972)
- Terminal Island - L'isola dei dannati (Terminal Island), regia di Stephanie Rothman (1973)
- Boss Nigger, regia di Jack Arnold (1975)
- Swim Team, regia di James Polakof (1979)
- Sette uomini da uccidere (Seven), regia di Andy Sidaris (1979)
- Mistress of the Apes, regia di Larry Buchanan (1979)

### Televisione
- The Ballad of Andy Crocker, regia di George McCowan (1969) - film TV
- The Most Deadly Game - serie TV, 1 episodio (1970)
- Dan August - serie TV, 1 episodio (1971)
- The President's Plane is Missing, regia di Daryl Duke (1973) - film TV
- Smile Jenny, You're Dead, regia di Jerry Thorpe (1974) - film TV
- Baretta - serie TV, 1 episodio (1975)
- Harry O - serie TV, 2 episodi (1975)
- Agenzia Rockford (The Rockford Files) - serie TV, 1 episodio (1978)
- CHiPs - serie TV, 1 episodio (1978)
- L'incredibile Hulk (The Incredible Hulk) – serie TV, episodio 2x09 (1978)